# Mycobacterium asiaticum
Mycobacterium asiaticum es una micobacteria fotocromogena de crecimiento lento, aísla por primera vez en 1965 en monos, raramente puede producir enfermedad en humanos.